# Ступнички Кути
Ступнички Кути су насељено место у саставу општине Бебрина у Бродско-посавској жупанији, Република Хрватска.

## Историја
До територијалне реорганизације у Хрватској налазили су се у саставу старе општине Славонски Брод.

## Становништво
На попису становништва 2011. године, Ступнички Кути су имали 384 становника.

## Попис1991.
На попису становништва 1991. године, насељено место Ступнички Кути је имало 430 становника, следећег националног састава:
| Попис 1991.‍  | Попис 1991.‍  | Попис 1991.‍ | Попис 1991.‍ | Попис 1991.‍ |
| ------------ | ------------ | ----------- | ----------- | ----------- |
|              |              |             |             |             |
| Хрвати       | Хрвати       |             | 407         | 94,65%      |
| Срби         | Срби         |             | 2           | 0,46%       |
| Македонци    | Македонци    |             | 1           | 0,23%       |
| Пољаци       | Пољаци       |             | 1           | 0,23%       |
| неопредељени | неопредељени |             | 4           | 0,93%       |
| непознато    | непознато    |             | 15          | 3,48%       |
| укупно: 430  |              |             |             |             |